# Vila Gustava Geipela
Vila Gustava Geipela byla postavena v roce 1888 ve stylu romantizujícího historismu v centru města Aše v okrese Cheb v Karlovarském kraji. Někdejší reprezentativní sídlo ašského textilního továrníka Gustava Geipela je od roku 2015 zapsané jako kulturní památka v Ústředním seznamu nemovitých kulturních památek České republiky. Objekt je cenný především tím, že nebyl dotčen žádnými pozdějšími úpravami a přestavbami.

## Historie
Gustav Geipel, přední ašský podnikatel a mecenáš, se narodil v Aši 21. února 1853 jako syn Christiana Geipela, spolumajitele velké tkalcovské firmy „Geipel & Jäger“. V roce 1877 začal Gustav Geipel pracovat jako prokurista v rodinném podniku, který byl po odstoupení společníka firmy Heinricha Jägera nesl název „Christian Geipel⁠ ⁠&⁠ ⁠Sohn“. V roce 1885 Christian Geipel koupil rozsáhlou zemědělskou usedlost rodiny Plossů a nemovitost přenechal synovi Gustavovi. Ten si na místě usedlosti nechal v roce 1888 postavit honosnou vilu ve stylu romantického historismu. Vila byla postavena podle plánů architektonické kanceláře „Köhler & Pschera“, která patřila mezi nejvýznamnější ašské stavební firmy. Kromě vily Gustava Geipela z její dílny pocházejí další známé stavby v Aši, jako je vila Alfreda Geipela, vila a přádelna rodiny Fischerů nebo budova městského kina.

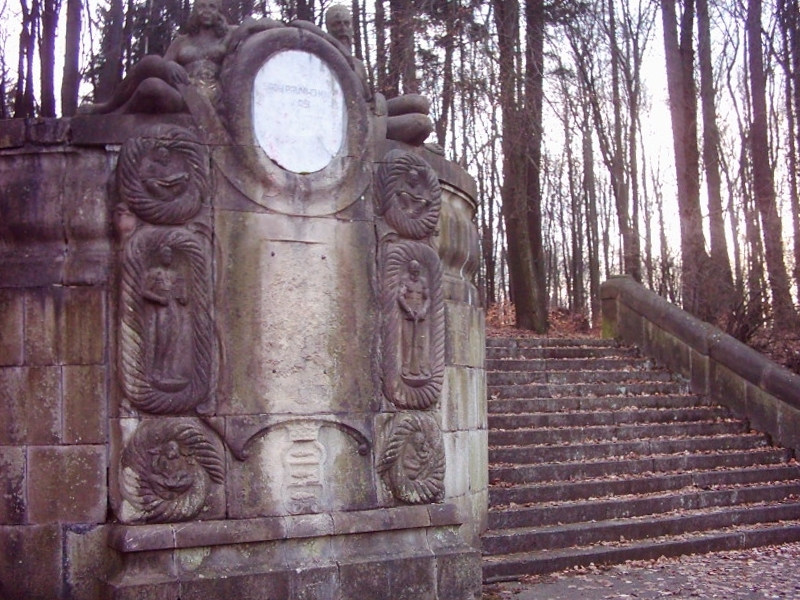
Pomník Gustava Geipela v Aši

Po roce 1896 Gustav Geipel předal vedení firmy svým mladším bratrům Robertovi a Christianovi. Gustav Geipel, který byl členem městského zastupitelstva a od roku 1907 také místostarostou Aše, proslul svými dobročinnými aktivitami. Již v době působení v rodinné tkalcovské firmě se staral o své dělníky, platil jim úrazové pojištění a založil závodní nemocenskou pokladnu. V roce 1906 nechal v Aši zbudovat nové náměstí (Lutherovo náměstí). Po roce 1907, kdy se stal místostarostou Aše, se příkladně věnoval zlepšení zdravotnictví ve městě. V roce 1908 nechal vydláždit městské chodníky, v roce 1910 financoval výstavbu kanalizace a dláždění silnic v Aši. I v dalších letech poskytoval značné částky na zlepšení prostředí ve městě a na péči o místní občany.
Gustav Geipel, který zemřel 13. července 1914, ve své závěti odkázal městu rozsáhlé pozemky v Aši i v okolí a k tomu ještě 6 milionů korun, které měly být použity na vydláždění zbytku ulic a na zaplacení městského dluhu. Vedení města nechalo Gustavu Geipelovi, kterému bylo již v roce 1909 uděleno čestné občanství Aše, postavit v roce 1924 v parku u Okružní ulice masívní pomník.
Po smrti Gustava Geipela se ve vlastnictví vily vystřídalo několik majitelů, od roku 1926 ji vlastnila rodina Fischerů. V 60. letech 20. století budova přešla pod správu ministerstva vnitra a od té doby zde sídlilo místní oddělení Veřejné bezpečnosti. Později byla vila v majetku města, které ji pronajímalo Policii ČR. Policie zde sídlila až do roku 2018, když však město prodalo vilu za 6 milionů Kč Ministerstvu vnitra ČR, bylo náhle rozhodnuto policejní oddělení přestěhovat do jiného objektu. V lednu roku 2021 vilu, která byla prohlášena kulturní památkou 4. července 2015, nabídl Úřad pro zastupování státu ve věcech majetkových prostřednictvím aukce k prodeji.

## Popis

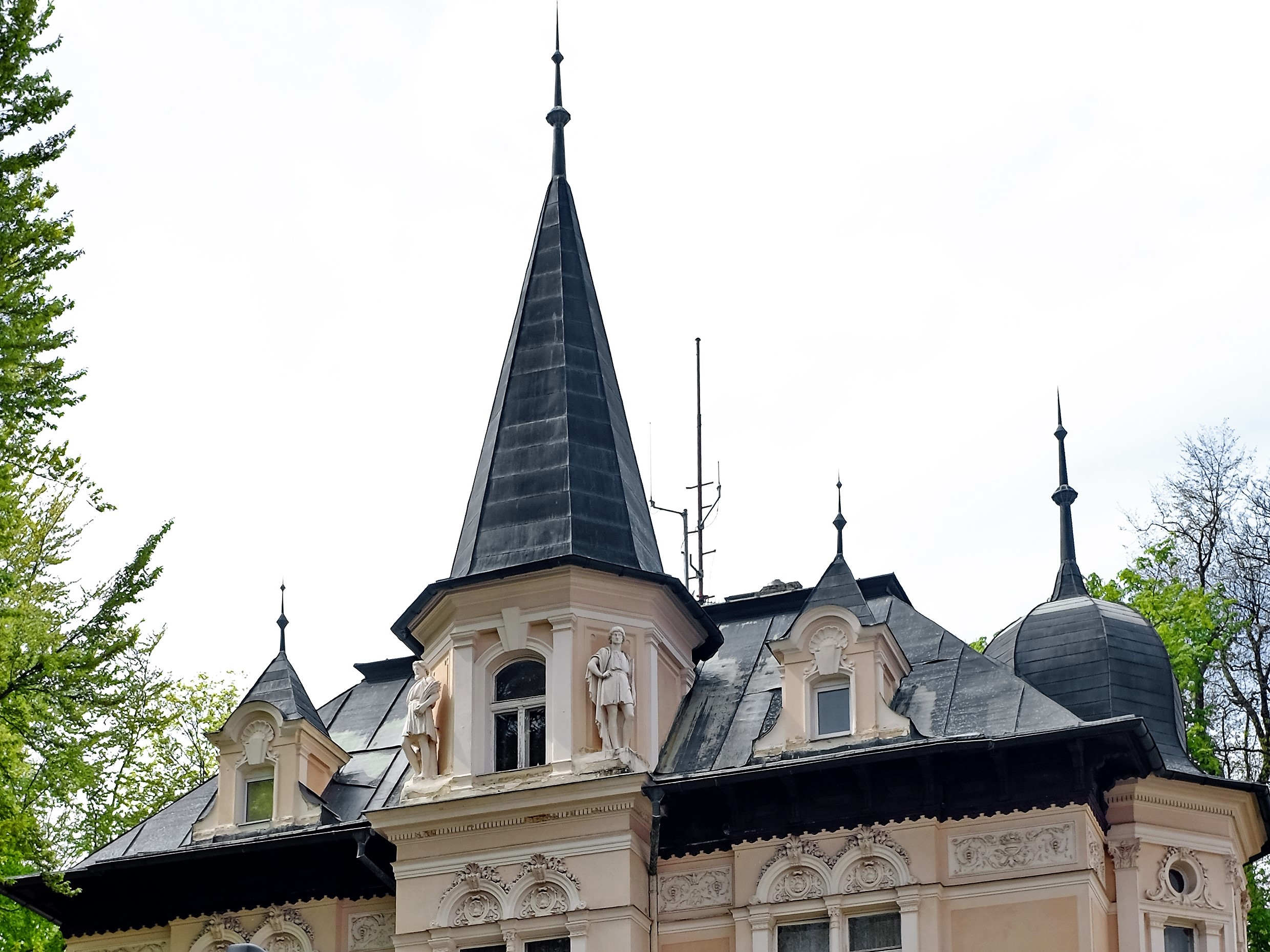
Výzdoba horních partií domu

Stavba čp. 378, obklopená zelení, se nachází v centru Aše poblíž kruhového objezdu na rohu ulic Gustava Geipela a Hlavní.Terén, na kterém vila stojí, je poněkud vyvýšený a od Hlavní ulice jej odděluje opěrná zeď. Areál vily se zahradou obklopuje původní kovaný plot s kamennými sloupky.
Vila je postavena ve stylu romantizujícího historismu s neorenesančními a neobarokními motivy. Patrová budova má pravidelný, téměř čtvercový půdorys, z něhož vystupují mělké kvadratické rizality. Jeden z nich je polygonální a je zakončený malou bání. Hlavnímu uličnímu průčelí, které je tříosé, dominuje středový rizalit, krytý v úrovni střechy polygonální věžičkou s vysokou jehlancovitou střechou. V přízemí se uprostřed tohoto výrazného rizalitu nachází hlavní vchod, nad nímž je balkón se sloupovím a předsazeným schodištěm, podepíraný dvěma sloupy. Po stranách polygonální horní části středového rizalitu jsou umístěny sochy, fasáda domu je opatřena štukovou výzdobou. Z horní části jednoho z dalších rizalitů vystupuje dřevěný bohatě vyřezávaný balkon.
V přízemí vily, z něhož vede schodiště do prvního patra, se nachází hlavní reprezentativní část domu. Kromě pokojů je zde sál se stěnami, opatřenými táflováním a s kazetovým stropem. Prostory v prvním poschodí, zvenčí opticky odděleného od přízemí kordónovou podokenní římsou, jsou řešeny méně honosně, některé z nich mají štukové stropy.
Hodnota objektu spočívá mimo jiné i v tom, že nebyl dotčen žádnými necitlivými úpravami či pozdějšími přestavbami a přístavbami. V průběhu let nebyla narušena vnitřní dispozice vily s historickými konstrukcemi a s celou řadou zajímavých architektonických detailů. V zahradě, obklopující vilu, stojí malý hrázděný altánek. Zahrada, altánek i původní kovaný plot jsou rovněž součástí památkově chráněného areálu.